# Estación de Messines-Alte
La Estación Ferroviaria de Messines-Alte, igualmente conocida como Estación de Messines, es una estación ferroviaria de la Línea del Sur, que sirve a las freguesias de Alte, en el ayuntamiento de Loulé, y São Bartolomeu de Messines, en el ayuntamiento de Silves (Portugal), en Portugal.

## Características
En enero de 2011, disponía de dos vías de circulación, ambas con 557 metros de longitud, y de dos andenes, ambos con 65 centímetros de altura; la primera plataforma tenía 131 metros de longitud, mientras que la segunda tenía 210 metros de longitud.

## Historia
La Estación de Messines-Alte se encuentra en el tramo de la Línea del Sur entre Amoreiras-Odemira y Faro, que fue inaugurado el 1 de julio de 1889.